# 迴旋管

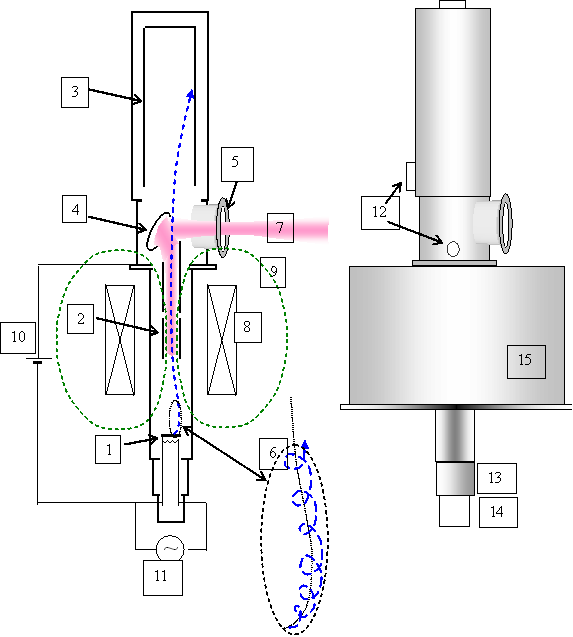
迴旋管構造圖

迴旋管是一種能產生高功率微波的真空管，藉由加速電子在強大的磁場中做迴旋運動，同步、群聚進而產生的毫米電磁波。輸出的頻率範圍約20至250 GHz，波長涵蓋的範圍從微波至太赫茲波段的邊緣。典型的迴旋管輸出功率範圍從幾十千瓦至兆瓦都有。迴旋管可被設計成脈衝或是連續操作的功率輸出。

## 原理
電子迴旋脈射(Electron Cyclotron Maser, ECM)是磁旋管的基本原理，理論依據是一個相對論效應，利用此效應可將電子在磁場中旋轉的能量，轉換為高功率的電磁波。电子枪所產生的電流，一般均為直流，不會產生輻射。所以必須藉由某種機制，將電子群聚成一團一團的交流電子，才能把電子的動能傳輸給電磁波。而啟動群聚的是一個弱電磁波，群聚後的電子流再把動能回饋給電磁波，使波增長其強度，就會產生受激輻射。

## 製造
迴旋管最早是由蘇聯製造，目前的製造商包括 Communications & Power Industries (USA), Gycom (Russia), Thales Group (EU),CEERI (INDIA), Toshiba (Japan) and Bridge12 Technologies, Inc.系統製造商包括 Gyrotron Technology, Inc。